# Épreuve 2 de Sheffield de snooker 2011
L'Épreuve 2 de Sheffield 2011 est un tournoi de snooker classé mineur, qui s'est déroulé du 17 au 21 août 2011 à la World Snooker Academy de Sheffield en Angleterre.

## Déroulement
Il s'agit de la première épreuve du championnat européen des joueurs, une série de tournois disputés en Angleterre (7 épreuves) et en Europe (5 épreuves), lors desquels les joueurs doivent accumuler des points afin de se qualifier pour la grande finale à Galway.
Le tournoi fait partie des cinq épreuves tenues en Angleterre à Sheffield. Il y en avait six la saison dernière, mais il a été décidé que l'une d'entre elles soit tenue à la South West Snooker Academy de Gloucester.
L'événement compte un total de 213 participants dont 128 ont atteint le tableau final. Le vainqueur remporte une prime de 10 000 £.
En dépit d'une forte présence Écossaise dans les phases finales, le tournoi est remporté par Ben Woollaston devant Graeme Dott, sur le score de 4 manches à 2 en finale. Woollaston s'adjuge ainsi son premier titre professionnel, lui qui n'avait jamais dépassé le stade des seizièmes de finale d'un tournoi classé. Il a avoué avoir été motivé par son épouse Tatiana, également arbitre sur le circuit professionnel, qui allait emménager de façon permanente au Royaume-Uni la semaine suivante.

## Dotation
La répartition des prix est la suivante :
- Vainqueur : 10 000 £
- Finaliste : 5 000 £
- Demi-finaliste : 2 500 £
- Quart de finaliste : 1 500 £
- 8èmes de finale : 1 000 £
- 16èmes de finale : 600 £
- Deuxième tour : 200 £
- Dotation totale : 50 000 £

## Phases finales
|  | Quarts de finale au meilleur des 7 manches | Quarts de finale au meilleur des 7 manches | Quarts de finale au meilleur des 7 manches |             |                | Demi-finales au meilleur des 7 manches | Demi-finales au meilleur des 7 manches | Demi-finales au meilleur des 7 manches |  |  | Finale au meilleur des 7 manches | Finale au meilleur des 7 manches | Finale au meilleur des 7 manches |
|  |                                            |                                            |                                            |             |                |                                        |                                        |                                        |  |  |                                  |                                  |                                  |
|  |                                            | Ben Woollaston                             | 4                                          |             |                |                                        |                                        |                                        |  |  |                                  |                                  |                                  |
|  |                                            | Alan McManus                               | 3                                          |             |                |                                        |                                        |                                        |  |  |                                  |                                  |                                  |
|  |                                            | Alan McManus                               | 3                                          |             | Ben Woollaston | 4                                      |                                        |                                        |  |  |                                  |                                  |                                  |
|  |                                            |                                            |                                            |             | Ben Woollaston | 4                                      |                                        |                                        |  |  |                                  |                                  |                                  |
|  |                                            |                                            | Anthony McGill                             | 0           |                |                                        |                                        |                                        |  |  |                                  |                                  |                                  |
|  |                                            | Anthony McGill                             | Anthony McGill                             | 0           | 4              |                                        |                                        |                                        |  |  |                                  |                                  |                                  |
|  |                                            | Anthony McGill                             |                                            |             | 4              |                                        |                                        |                                        |  |  |                                  |                                  |                                  |
|  |                                            | Stephen Lee                                | 2                                          |             |                |                                        |                                        |                                        |  |  |                                  |                                  |                                  |
|  |                                            |                                            |                                            |             |                |                                        |                                        |                                        |  |  |                                  | Ben Woollaston                   | 4                                |
|  |                                            |                                            |                                            | Graeme Dott | 2              |                                        |                                        |                                        |  |  |                                  |                                  |                                  |
|  |                                            | Marcus Campbell                            | 0                                          |             |                |                                        |                                        |                                        |  |  |                                  |                                  |                                  |
|  |                                            | Barry Hawkins                              | 4                                          |             |                |                                        |                                        |                                        |  |  |                                  |                                  |                                  |
|  |                                            | Barry Hawkins                              | 4                                          |             | Barry Hawkins  | 1                                      |                                        |                                        |  |  |                                  |                                  |                                  |
|  |                                            |                                            |                                            |             | Barry Hawkins  | 1                                      |                                        |                                        |  |  |                                  |                                  |                                  |
|  |                                            |                                            | Graeme Dott                                | 4           |                |                                        |                                        |                                        |  |  |                                  |                                  |                                  |
|  |                                            | Jamie Jones                                | Graeme Dott                                | 4           | 0              |                                        |                                        |                                        |  |  |                                  |                                  |                                  |
|  |                                            | Jamie Jones                                |                                            |             | 0              |                                        |                                        |                                        |  |  |                                  |                                  |                                  |
|  |                                            | Graeme Dott                                | 4                                          |             |                |                                        |                                        |                                        |  |  |                                  |                                  |                                  |

## Finale
| Finale au meilleur des 7 manches Arbitre : ???        |                          |                    |
| Ben Woollaston Angleterre                             | 4 - 2 ( - )              | Graeme Dott Écosse |
| 0 70                                                  | Centuries Meilleur break | 0 ???              |
| Ben Woollaston remporte l'Épreuve 2 de Sheffield 2011 |                          |                    |